# Het Flevolands Archief

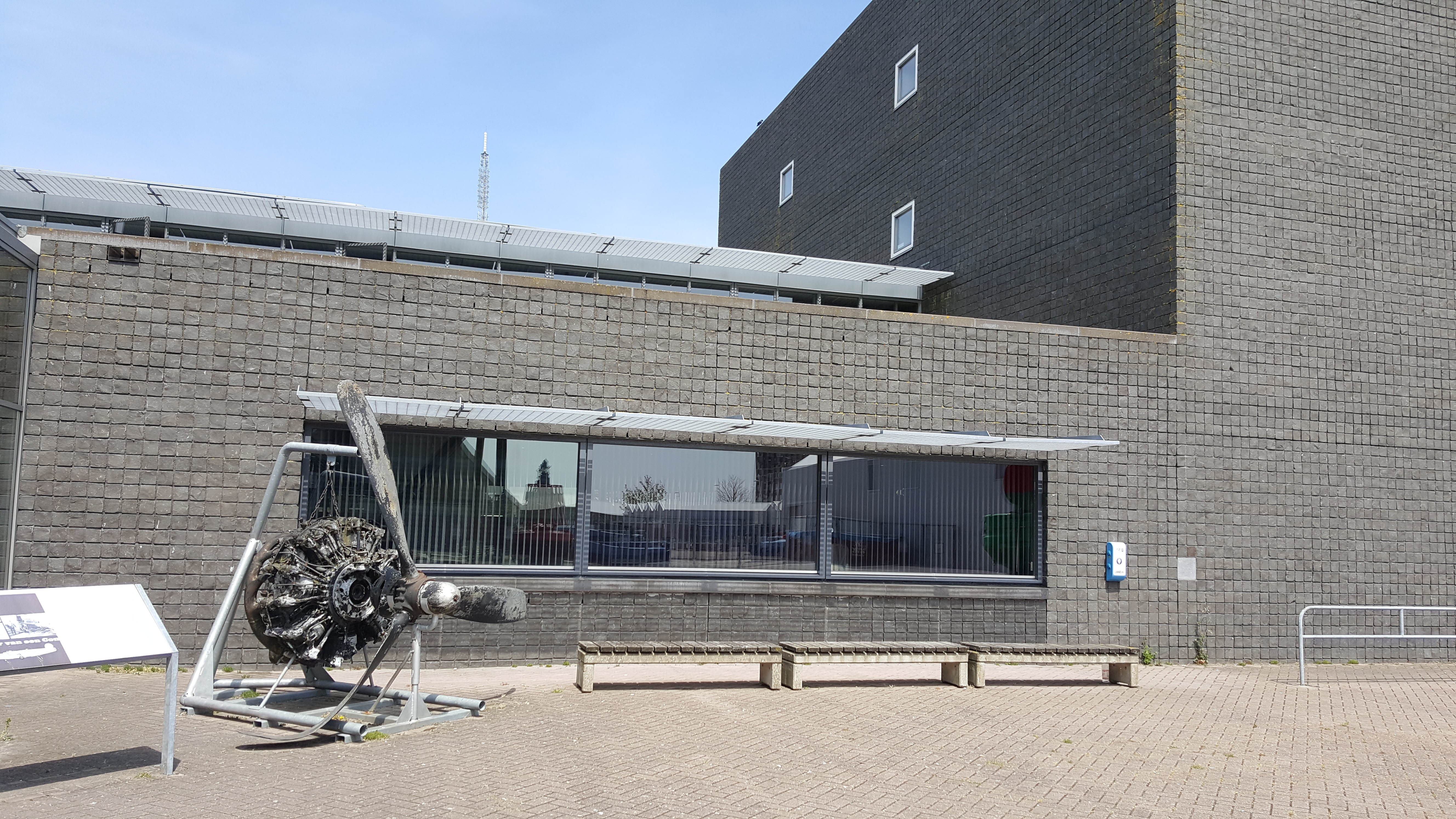
Het Flevolands Archief

Het Flevolands Archief (HFA) te Lelystad is een archiefdienst voor een zevental overheden in de provincie Flevoland en zij bestaat sinds 1 juli 2017.

## Archieftaken
Het Flevolands Archief verzorgt wettelijke archieftaken voor de provincie Flevoland, de gemeentes Lelystad, Dronten, Zeewolde en Urk en het waterschap Zuiderzeeland. Deze taken werden eerder gecombineerd met een museumfunctie in het Nieuw Land Erfgoedcentrum. Deze combinatie bleek niet goed te werken en er was sprake van financiële tekorten. Door HFA af te splitsen en de museumfunctie te laten opgaan in Batavialand hopen betrokken partijen een eind te maken aan de ongewenste situatie. Formeel is HFA op 1 januari 2017 gestart, maar de reorganisatie, waarbij een groot aantal overheden en andere partijen betrokken zijn, zal vermoedelijk in de loop van 2017 worden afgerond. Vanwege de organisatorische en bestuurlijke kluwen die bij het afwikkelen van de erfenis van NLE betrokken is, wordt de reorganisatie in stukken van overheden en in de regionale pers met de term 'ontvlechting' aangeduid.

### Collectie
HFA beheert ruim 2,5 kilometer archieven en daarnaast circa 100.000 foto's, zo'n 100.000 kaarten en tekeningen, circa 1000 audio en filmbestanden en ongeveer 4000 boeken, kranten en tijdschriften over de geschiedenis van de provincie Flevoland. Deze historische bronnen zijn te raadplegen in de studiezaal. In de loop van 2017 komt een deel van de collectie ook digitaal beschikbaar.
Tot de collectie van HFA behoort onder meer een grote hoeveelheid beeldmateriaal van de Zuiderzeewerken. Met dat materiaal werd in de zomer van 2016 de tentoonstelling 'Scherp geschoten' in het NLE georganiseerd.

## Organisatie
Het Flevolands Archief is wettelijk gezien een openbaar lichaam, bestuurd door vertegenwoordigers van de betrokken overheden en één persoon namens de minister van OC&W. De directie is een deeltijdfunctie, ingevuld door degene die deze taak ook heeft bij Het Utrechts Archief, een organisatie waarmee HFA intensief gaat samenwerken, onder meer op digitaal gebied. Het uitvoerende team bestaat uit een handvol medewerkers.